# 燕然山 (河北省)
燕然山，位于中華人民共和國河北省张家口怀来、赤城、下花园交界处的山脉，东隔盘从沟接锅帽疙瘩山（40°34′10″N 115°41′08″E / 40.569404°N 115.685611°E）、苦菜梁坑－鸡冠山（海陀山系），西隔鸡鸣驿接黄羊山。主峰水口山大黑峰海拔1977.6米。自东向西有如下主要山峰：
1. 长安岭（海拔1848米，40°33′46″N 115°37′45″E / 40.562859°N 115.629150°E）
2. 大洼尖（海拔1622米，40°33′47″N 115°34′34″E / 40.562973°N 115.576191°E）
3. 老汉洼（海拔超过1950米，40°34′29″N 115°31′41″E / 40.574587°N 115.528138°E）
4. 大黑峰（海拔1977.6米，40°33′56″N 115°30′07″E / 40.565673°N 115.501806°E）
5. 水口山（海拔超过1700米，40°33′46″N 115°29′23″E / 40.562667°N 115.489840°E）
6. 太平梁（海拔1756米，40°32′39″N 115°28′08″E / 40.544064°N 115.468950°E）
7. （云中草原，40°32′01″N 115°27′44″E / 40.533473°N 115.462277°E）
8. 八宝山（海拔1695米，40°29′55″N 115°24′49″E / 40.498576°N 115.413739°E）
9. 鸡鸣山

山脉北坡建有河北下花园国家登山步道以及石佛山森林公园。

## 名称
燕然山在清代曾被传为燕然勒石处（wikisource:zh:欽定古今圖書集成/方輿彙編/職方典/第0150卷），但现在考古学证明汉代燕然山在今蒙古国杭爱山一带。
燕然山可能是战国时磨笄山的今名。